# Distretto di Ténès
Il distretto di Ténès è un distretto della provincia di Chlef, in Algeria, con capoluogo Ténès.

## Comuni
Il distretto di Ténès comprende tre comuni:
- Ténès
- Sidi Akkacha
- Sidi Abderrahmane